# Mateo Peralta
Mateo Gabriel Peralta Píriz (ur. 8 kwietnia 2006 w Montevideo) – urugwajski piłkarz występujący na pozycji ofensywnego lub środkowego pomocnika, od 2024 roku zawodnik Danubio.